# イ・ジョンス (俳優)
イ・ジョンス（이종수、1976年10月21日 - ）は、韓国の俳優であった。2018年3月頃には既に渡米している。アメリカ永住権がある。
1995年、MBC公開オーディション 24期のタレントとしてデビューした。チョン・ジュノ、イ・ソンジェ、パク・ヨンウなどが公開オーディションの同期。
1997年、映画『チェンジ』で映画デビュー後、映画『風林高（原題：新羅の月夜/신라의 달밤）』でチンピラになりたい反抗的な高校生役で出演。コミカルな演技で第39回 大鐘賞映画祭 新人男優賞を受賞。

## 出演作品

### テレビドラマ
- 恋のレッスン（原題:연애의 기초）（1995/11/6-12/26、MBC、全16話）
- アイシング（原題:아이싱）（1996/7/1-8/27、MBC、全17話）
- この世の果てまで（原題:세상 끝까지）（1998/4/6- 5/26、MBC、全16話） - チェ・ジェソク 役
- サラン～LOVE～（原題:사랑）（1998/2/2-3/24、MBC、全16話） - ソ・サンヒョク 役
- 白夜3.98（原題:백야 3.98）（1998/8/31-11/3、SBS、全20話） - ミン・ギョンビン（민경빈）役　［少年時代、1話］
- 明日に向かって撃て（原題:내일을 향해 쏴라）（1998/9/14-11/3、MBC、全16話）
- 父と息子（原題:아버지와 아들）（2001/7/21-10/28、SBS、全30話）
- バッドガールズ（原題:나쁜 여자들）（2002/5/8-6/27、SBS、全16話） - ナ・ボンチュル 役
- オレンジ（原題:오렌지）（2002/7/1-10/31、SBS、全72話） - イ・ジョンス 役
- 黄金の池（原題:추석특집 드라마 - 황금연못）（2002/9/21、SBS、全2話）
- 死ぬほど好き（原題:죽도록 사랑해）（2003/3/1-8/17、MBC、全49話） - チャンベ 役
- ナイスガイ（原題:좋은 사람）（2003/8/27-10/16、MBC、全16話） - ピョン・ボンドゥ（변봉두）役
- 僕は走る（原題:나는 달린다）（2003/10/22-12/11、MBC、全16話）-ユン・ウィソプ（윤의섭）役
- 漢江（ハンガン）ブルース（原題:한강수타령）（2004/10/2-2005/3/27、MBC、全51話）
- チャン・ギルサン（張吉山）（原題:장길산）（2004/5/17-11/16、SBS、全50話） - マ・ガムドン（마감동）役
- 輪廻‐NEXT（原題:환생 - 넥스트）（2005/5/16-6/28、MBC、全14話）[2][3] - ミン・ギス／ウァンボ／キム・ウンソ／タムラ／ソホ 役
- 淵蓋蘇文（ヨン・ゲソムン）（原題:연개소문）（2006/7/8-2007/6/17、SBS、全100話） - キム・ユシン（김유신）役
- イ・サン（原題:이산/李祘）（2007/9/17-2008/6/17、MBC、全77話+SP2回） - パク・テス（朴大壽）役
- キッドギャング（原題:키드갱）（2007/5/18-8/9、OCN、全16話）
- ヨメとお嫁さん（原題:며느리와 며느님）（2008/7/21-12/20、SBS、全131話）
- 1 to 1 ～マッチャン～（原題:맞짱）（2008/10/24-12/12、tvN、全8話）
- 彼女のスタイル（原題:그녀의 스타일）（2009/4/2-5/21、KBSN、全8話）
- みんなでチャチャチャ（原題:다 함께 차차차）（2009/6/29-2010/1/29、KBS、全155話） - イ・チョル（이철）役
- 恋する国家情報局（原題:국가가 부른다）（2010/5/10-2010/6/29、KBS、全16話） - イ・マンス（이만수）役
- 百済の王 クンチョゴワン（原題:근초고왕）（2010/11/6-2011/5/29、KBS） - プヨ・チャン（부여찬）役
- 大王の夢（原題:대왕의 꿈）（2012/9/8-2013/6/9、KBS） - キム・ボムミン（김범민）役
- ずる賢いバツイチの恋（原題:앙큼한 돌싱녀）（2014/2/27-/4/24、MBC、全16話） - ロバート・キム 役
- 炎の中へ（原題:불꽃속으로）（2014/4/25- 6/28、TV朝鮮、全20話） - キム・サンチョル 役
- 願いを言ってみて（原題:소원을 말해봐）（2014/6/23-2015/1/2、MBC、全122話） - チャン・キョヌ 役
- 錐（2015年、JTBC） - 労働相談所の相談者 役
- オー・マイ・クムビ（原題:오 마이 금비）（2016/11/16-2017/1/11、KBS、全16話） - マ・サンス 役
- 愛はぽろぽろ（原題:사랑은 방울방울）（2016/11/28-2017/6/2、SBS、全120話） - ユン・ドンミン 役

### 映画
- チェンジ（原題:체인지）（1997年）（日本未公開）
- ファースト・キス（原題:키스할까요?）（1998年）（DVD発売/エスピーオー）
- 風林高（原題:신라의 달밤）（2001年）（劇場公開なし、DVD発売/ケンメディア）ミン・ジュソプ（민주섭）役
- 子犬、死ぬ（原題:강아지 죽는다）（2002年）（日本未公開）
- ボイス（原題:폰）（2002年）（DVD発売/ウォルト・ディズニー・スタジオ・ホーム・エンターテイメント）
- アーユーレディー?（原題:아 유 레디?）（2002年）（日本未公開）
- 清風明月（原題:청풍명월）（2003年）（DVD発売/ワーナー・ホーム・ビデオ）
- 非日常的な彼女（原題:돈 텔 파파）（2004年）（DVD発売/ジェネオン・ユニバーサル・エンターテイメント）
- ラブリー・ライバル（原題:여선생 VS 여제자）（2004年）（DVD発売/タキコーポレーション）
- 無等山ターザン、パク・フンスク（原題:무등산 타잔, 박흥숙）（2005年）（日本未公開）
- アラン（阿娘）（原題:아랑）（2006年）（日本未公開）
- 静かな世の中（原題:조용한 세상）（2006年）（日本未公開）
- 最強ロマンス（原題:최강 로맨스）（2007年）（DVD発売/エスピーオー）